# هيبوليت مولان
هيبوليت مولان (بالفرنسية: Hippolyte Moulin)‏ هو نحات فرنسي، ولد في 12 يونيو 1832 في باريس في فرنسا، وتوفي في 1884 في شارنتون لو بونت في فرنسا.